# 7 Days of Funk
Albums par Snoop Dogg
Royal Fam
(2013) Bush
(2015)
Albums par Dâm-Funk
Higher
(2013)
Singles
1. Faden Away
Sortie : 15 octobre 2013

7 Days of Funk est le premier album studio de 7 Days of Funk, un duo de musique funk californien composé du rappeur et chanteur Snoopzilla, mieux connu sous son pseudonyme de Snoop Dogg, et du musicien de funk moderne, Dâm-Funk. L'album est sorti le 10 décembre 2013, chez Stones Throw Records et est le premier projet de Snoop ayant été produit par un seul producteur depuis son premier album, Doggystyle, sorti en 1993. Les sessions d'enregistrement de l'album ont eu lieu en 2013 dans deux studios d'enregistrement à Los Angeles nommés The Compound et Funkmosphere Lab, et il a été matricé à Bernie Grundman Mastering à Hollywood.
Le duo a invité Daz Dillinger et Kurupt, ainsi que Steve Arrington, l'ancien chanteur du groupe de funk Slave, a prêté leurs voix pour les titres 1Question?, Ride et Systamatic. L'album a été précédé par le single Faden Away, avec le single promotionnel Hit Da Pavement. Lors de sa sortie, 7 Days of Funk a reçu des avis généralement positives des critiques musicales avec un score moyen de 74 à Metacritic, basé sur 19 avis. Il a été nommé dans la liste de HipHopDX des 25 meilleurs albums de l'année 2013.
L'album est sorti sur les formats numérique, CD et disque vinyle. En outre, en février 2014, chacune des chansons, avec leur version instrumentale sur la face B, a été publié dans un coffret 45 composé de huit plaques. Dans cet ensemble est inclus un titre bonus intitulé Wingz, qui n'est pas disponible sur tout autre format.

## Singles
Faden Away a été enregistré au The Compound à Los Angeles, Californie en 2013. La chanson, mixée par Shon Lawon et Cole MGN, comporte les chœurs de Shon Lawon et Val Young. Faden Away a été sortie comme le premier single de l'album. La chanson a d'abord été publiée le 8 octobre 2013 sur la page SoundCloud de Stones Throw et a été mise en vente au Stones Throw Store et iTunes Music Store le 15 octobre 2013. Stones Throw a libéré Faden Away avec Hit Da Pavement sur un cassingle le 10 décembre 2013 avec des versions à la fois vocales et instrumentales. La cassette a été donnée exclusivement dans les commandes de la LP et du coffret 45 de la première semaine. Hit Da Pavement était la première chanson que Snoopzilla et Dâm-Funk ont enregistré au Funkmosphere Lab. Elle a également été mixée par Shon Lawon et Cole MGN, et comporte des chœurs par Shon Lawon et Val Young avec des voix supplémentaires du maestro du groupe de funk Funkadelic, Bootsy Collins.

## Liste des titres
| No | Titre                                  | Durée |
| -- | -------------------------------------- | ----- |
| 1. | Hit Da Pavement                        | 4:16  |
| 2. | Let It Go                              | 4:34  |
| 3. | Faden Away                             | 5:40  |
| 4. | 1Question? (featuring Steve Arrington) | 3:45  |
| 5. | Ride (featuring Kurupt)                | 4:04  |
| 6. | Do My Thang                            | 4:47  |
| 7. | I'll Be There 4U                       | 3:18  |

| 8. | Systamatic (featuring Tha Dogg Pound) | 3:32 |

| 9. | High Wit' Me | 3:02 |

| 9. | Wingz | 3:25 |

Notes
- Tous les titres sont produits par Dâm-Funk.
- Hit Da Pavement contient des vocaux supplémentaires de Bootsy Collins.
- Let It Go contient des interpolations de la chanson Feels So Real (Won't Let Go), écrite par Patrice Rushen et Freddie Washington.